# Jan Jung
Jan Erik Jung, född 2 juni 1922 i S:t Matteus församling i Stockholm, död 19 april 2005 i Saltsjöbadens församling i Stockholms län, var en svensk statistiker. Han var son till Ivar Jung.
Efter studentexamen i Sundsvall 1941 blev Jung filosofie kandidat Stockholms högskola 1945, filosofie magister 1953 och filosofie licentiat 1955.  Han var matematiker och statistiker vid Arméförvaltningen 1949–53, anställd vid Stockholms högskolas institution för försäkringsmatematik och matematisk statistik 1945–48 och 1953–57, vid Kungliga Tekniska högskolan 1948–51, vid Handelshögskolan i Stockholm 1956–57, bedrev egen konsulterande verksamhet 1953–57 och var anställd vid Svenska livförsäkringsbolagens tekniska forskningsnämnd från 1957. 
Jung invaldes i Comité permanent des Congrés international d'Actuaires 1960. Han avlade reservofficersexamen 1944 och blev kapten i Jämtlands fältjägarregementes (I 5) reserv 1959. Jung skrev artiklar om matematisk statistik och försäkringsmatematik.